# Andrei Petrovici Kiseliov

Andrei Petrovici Kiseliov

Andrei Petrovici Kiseliov (în rusă Андрей Петрович Киселёв, n. 12 decembrie 1852 la Mtsensk, Regiunea Oriol - d. 8 noiembrie 1940 la Leningrad) a fost un matematician și profesor rus sovietic.
A fost un pedagog eminent, cu merite deosebite în dezvoltarea învățământului matematic sovietic.

## Biografie
S-a născut într-o familie săracă. Studiile liceale, pe care, în 1871, le-a finalizat cu medalia de aur, le-a întreținut cu ajutorul meditațiilor.
La Universitatea din Petersburg a audiat cursurile profesorilor: Cebîșev, Zolotarev, Mendeleev.
În 1875 este numit profesor la Liceul Real din Voronej.
A fost calificat de țariști drept suspect politic pentru activitatea sa în cadrul Societății pentru Ajutorarea Elevilor Săraci.
În 1893 a trecut la Liceul Militar din Voronej, dar la scurt timp este din nou nevoit să se retragă din învățământ, trecând la un gimnaziu din Kursk.
În 1910 a ieșit la pensie.
După victoria Marii Revoluții din Octombrie, s-a reîntors la catedră, la activitatea pedagogică.
În 1933 a fost decorat cu ordinul Drapelul Roșu al Muncii.

## Activitate științifică
A publicat manuale de aritmetică, algebră, geometrie, elemente de matematică superioară și fizică, care au luat locul manualelor anterioare.
În timpul vieții, a tot lucrat la perfecționarea manualelor sale.